# Poud
Le poud (en russe : пуд) est une ancienne unité de masse utilisée en Russie valant 16,380 496 4 kg. Il a été aboli en URSS en 1918, en même temps que d'autres unités de poids du système de mesure de la Russie impériale.
Au XVIIe siècle, 80 grivnas (ou grivenkas, env. 205 g) étaient égales à un poud.

## Proverbe
Un proverbe russe affirme que « l'on ne peut bien connaître quelqu'un qu'après avoir mangé un poud de sel avec lui ».